# Phlegra rothi
Phlegra rothi là một loài nhện trong họ Salticidae.
Loài này thuộc chi Phlegra. Phlegra rothi được Jerzy Prószyński miêu tả năm 1998.